# Јасујо Сегава
Јасујо Сегава (јап. 瀬川泰代; Хирошима, 2. март 1988) јапанска је пијанисткиња.

## Биографија
Од своје петнаесте године континуирано наступа по Европи. Ученица је професора Јошијасуа Хамамотоа и студирала је на Елизабета универзитету за музику под менторством професора Јукио Јокоама. 
Учествовала је на неколико мајсторских курсева и била учесница Међународног музичког фестивала Евмелиа у Грчкој. Сегава je студиралa клавир код истакнутог професора Андреа Боната у Италији.
Године 2005. појављују јој се почетни симптоми фокалне дистоније у десној руци. Услед рехабилитације имала је четири године паузе у свирању. Похађала је приватне часове истакнутих пијаниста и почела је да свира композиције написане искључиво за леву руку. Од 2012. године је студирала на Универзитету за музику и сценску уметност у Грацу, у класи проф. Ајами Икебе.
Извела је Клавирски концерт за леву руку Т. Јосимацуа и Клавирски концерт за леву руку М. Равела са Симфонијским оркестром Хирошиме. Редовно наступа у Јапану и Европи.
У току 2017. наступила је у Музичкој школи „Јосип Славенски”, поводом осамдесетогодишњице школе.
Године 2019. наступила је у специјалној болници за ортопедску рехабилитацију, ВМА, у организацији уметничког удружења Класикум.

## Награде
- Трећа наградa на трећем Међународном пијанистичком такмичењу Марија Хереро, Шпанија, 2015.[1]
- Грете Султан награда, за најбољу интерпретацију савремене композиције писане после 1975. године, на петом међународном такмичењу пијаниста Нуова Куп Пианисти, Италија[1]
- Прва награда на Марта-Дебели такмичењу, Аустрија[1]
- Трећа награда на међународном такмичењу пијаниста ЕПТА, Србија, 2016.[1]